# Vrch Třešňovka (Hrdlořezy)
Vrch Třešňovka (někdy nazývaný také Višňovka) je vrch v Praze-Hrdlořezích. V roce 2015 na něm byl obnoven veřejně přístupný sad, když byl už čtvrt století opuštěný starý třešňový sad prořezán, vyčištěn od mnoha tun komunálního odpadu a následně tu bylo vysazeno více než 400 nových ovocných stromů.

## Popis
Třešňovka je protáhlý hřeben, který se táhne od frekventované Spojovací ulice asi 900 m východním směrem k zahrádkářské osadě. Jižní strana se svažuje k novostavbám tzv. Zeleného města. Pod severním svahem je ulice Pod Šancemi oddělující sad od areálů patřících do vysočanské průmyslové zóny, a název této ulice naznačuje někdejší využití hřbetu kopce k obranným vojenským účelům (i začátkem 20. století tu bylo vojenské cvičiště a ještě před revitalizací tu byly zbytky lehkého bunkru). 
Sad patří velikostí mezi největší ovocné sady v Praze, roste tu více než 1500 stromů – zejména třešní, ale také několik višní, jabloní a hrušní. Po hřebeni vede zpevněná cesta, dostupná od Spojovací ulice poměrně strmými bočními cestami. Podle informačních tabulí na východním a západním konci síť cest zhruba odpovídá podobě sadu v době jeho založení po druhé světové válce (předtím tu byly louky, pole a pastviny). Po roce 1990 postupně ale chátral (poslední řízený samosběr třešní se konal v roce 1992) a stalo se z něj místo plné komunálního i stavebního odpadu s příbytky bezdomovců.
Když se po roce 2010 podstatně změnilo okolí lokality zejména výstavbou nákupního centra a Zeleného města na rozhraní Hrdlořez a Jarova, rozhodl Magistrát hlavního města Prahy o revitalizaci sadu. Odpad byl odvezen na legální skládky, byla odstraněna většina starých neplodících stromů a v pravidelných liniích byly vysázeny nové stromy, především starší odrůdy třešní vyšlechtěné už před 20. stoletím a pěstované za první republiky (například libějovická srdcovka, germersdorfská, Karešova třešeň nebo kaštanka). K revitalizaci byl využit i sediment vytěžený z nedalekého hloubětínského Hořejšího rybníka. Na revitalizaci, jejíž podstatná část proběhla v letech 2015 a 2016, také přispěl částkou 2,5 mil. Kč Evropský fond pro regionální rozvoj.

## Svahové letiště

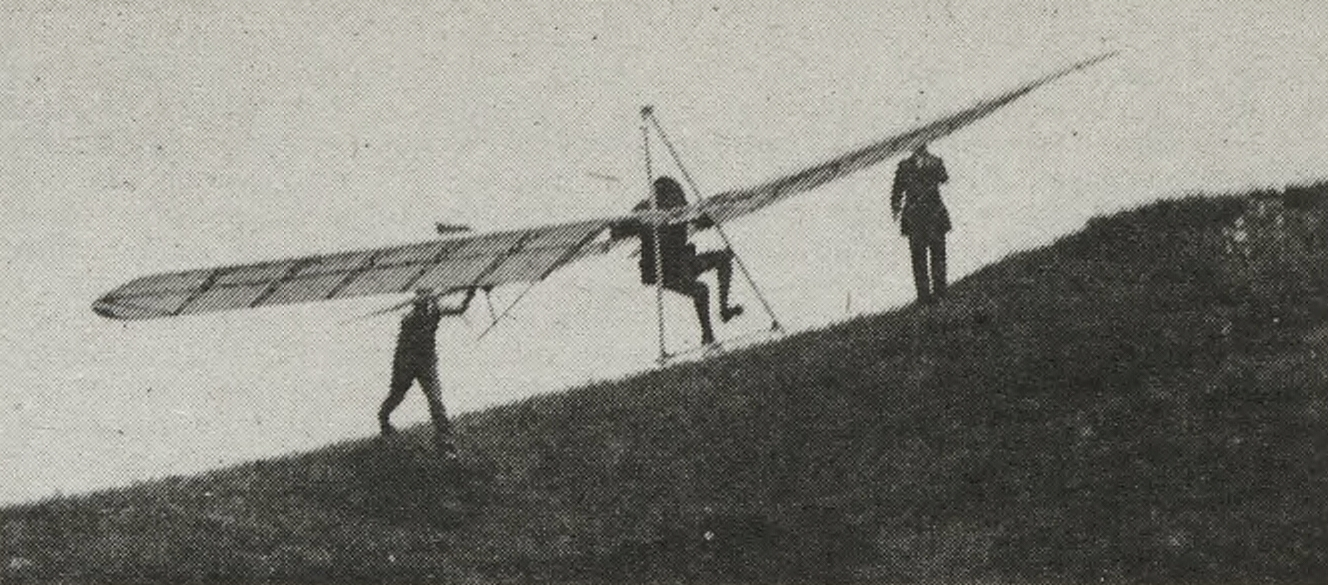
Pavel Beneš na kluzáku Lili vlastní konstrukce na letišti v Hrdlořezích, 1916

Na přelomu let 1913 a 1914 je v místě dnešní Třešňovky zaznamenán vznik svahového letiště, které patřilo k vůbec nejstarším v Praze. Letiště nebylo vhodné pro motorová letadla, travnatý nezastavěný terén vojenského cvičiště bez keřů a stromů však dobře vyhovoval bezmotorovému plachtění. V roce 1916 zde na kluzáku Lili vlastní konstrukce vykonal kratší lety např. konstruktér Pavel Beneš, který v roce 1919 spoluzaložil firmu Avia, dílna na opravu a výrobu letadel. V roce 1931 zde pod hlavičkou plachtařského odboru Masarykovy letecké ligy zahájila činnost jedna z prvních plachtařských škol. Kurzy plachtění se zde konaly až do podzimu 1935, kdy bylo vojenské cvičiště armádou opuštěno a areál předán zahrádkářům.

## Odrůdy třešní v sadu

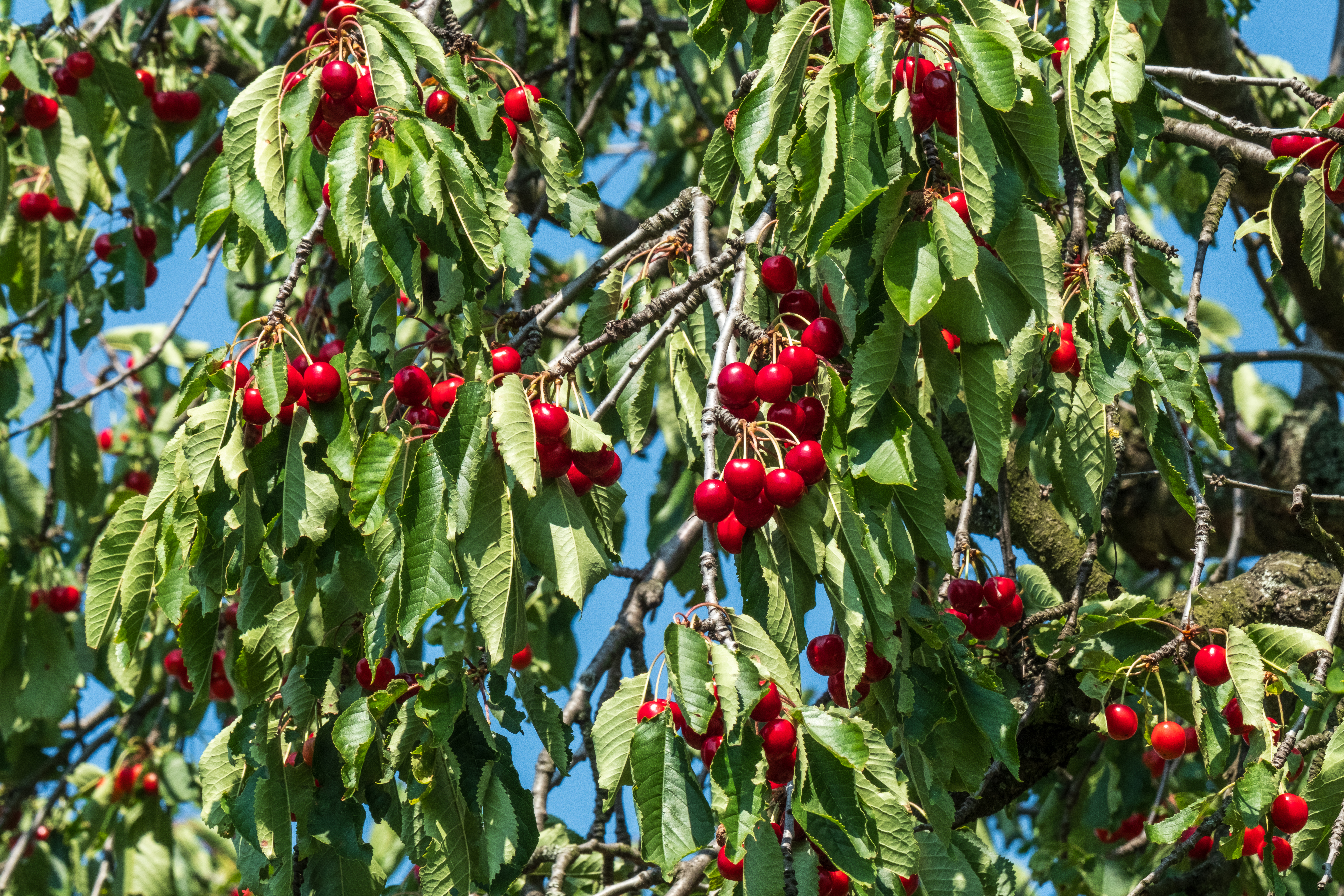
Třešně v sadu Třešňovka, červen 2024

## Odrůdy třešní v sadu[2]
- Kaštánka
- Karešova
- Libějovická
- Rivan
- Rychlice německá
- Granát
- Lyonská raná
- Troprichterova
- Baltavarská
- Hedelfingenská
- Kordia
- Velká černá chrupka
- Droganova
- Germersdorfská
- Schneiderova

## Zajímavosti
Ovocné sady jako kombinace lesního a lučního prostředí jsou bohaté na řadu organismů, živočichů i rostlin. V Třešňovce jsou záměrně ponechávána torza některých starých stromů, protože se hodí k hnízdění ptáků, např. pěvců nebo sov. Poskytují příznivé podmínky i pro hmyz vázaný na mrtvé dřevo nebo pro některé lišejníky. Z kmenů některých pokácených stromů bylo také vytvořeno několik broukovišť. 

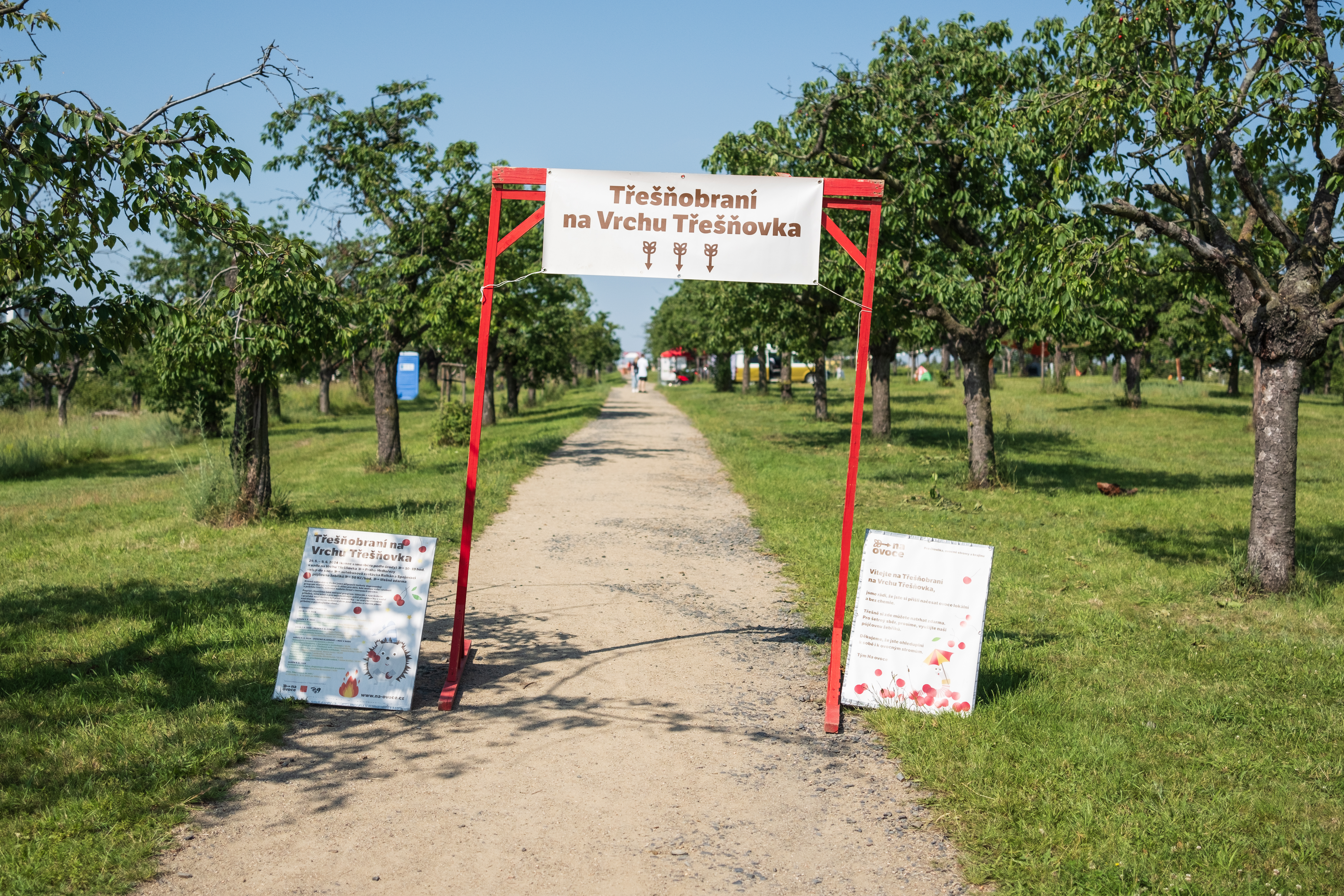
Třešňobraní na Vrchu Třešňovka v r. 2024

Travnatý porost Třešňovky by neměl být příliš udržovaný, ale sečený pouze dvakrát ročně a v některých částech se mají pást ovce a kozy. Během spásání zároveň dochází k narušování půdního pokryvu kopyty, které vytváří vhodný prostor pro konkurenčně slabší druhy rostlin.
Původní, dnes již zasypaný, bunkr protiletecké obrany na vrcholu kopce byl překryt směrovou růžicí, zvanou Severka, na které jsou vyznačeny směry a vzdálenosti k nejvyšším horám českých pohoří.
Část cest se příležitostně využívá k pořádání cyklokrosových závodů (už v roce 1972 tu bylo mistrovství světa a stříbrnou medaili získal Miloš Fišera).
Ovoce v sadu si lidé mohou natrhat zadarmo. Od roku 2018 pořádá v době dozrávání třešní spolek Na ovoce akci Třešňobraní na Vrchu třešňovka, během níž jsou k dispozici k zapůjčení žebříky pro šetrný samosběr a probíhá také doprovodný tematicky zaměřený program.

## Galerie

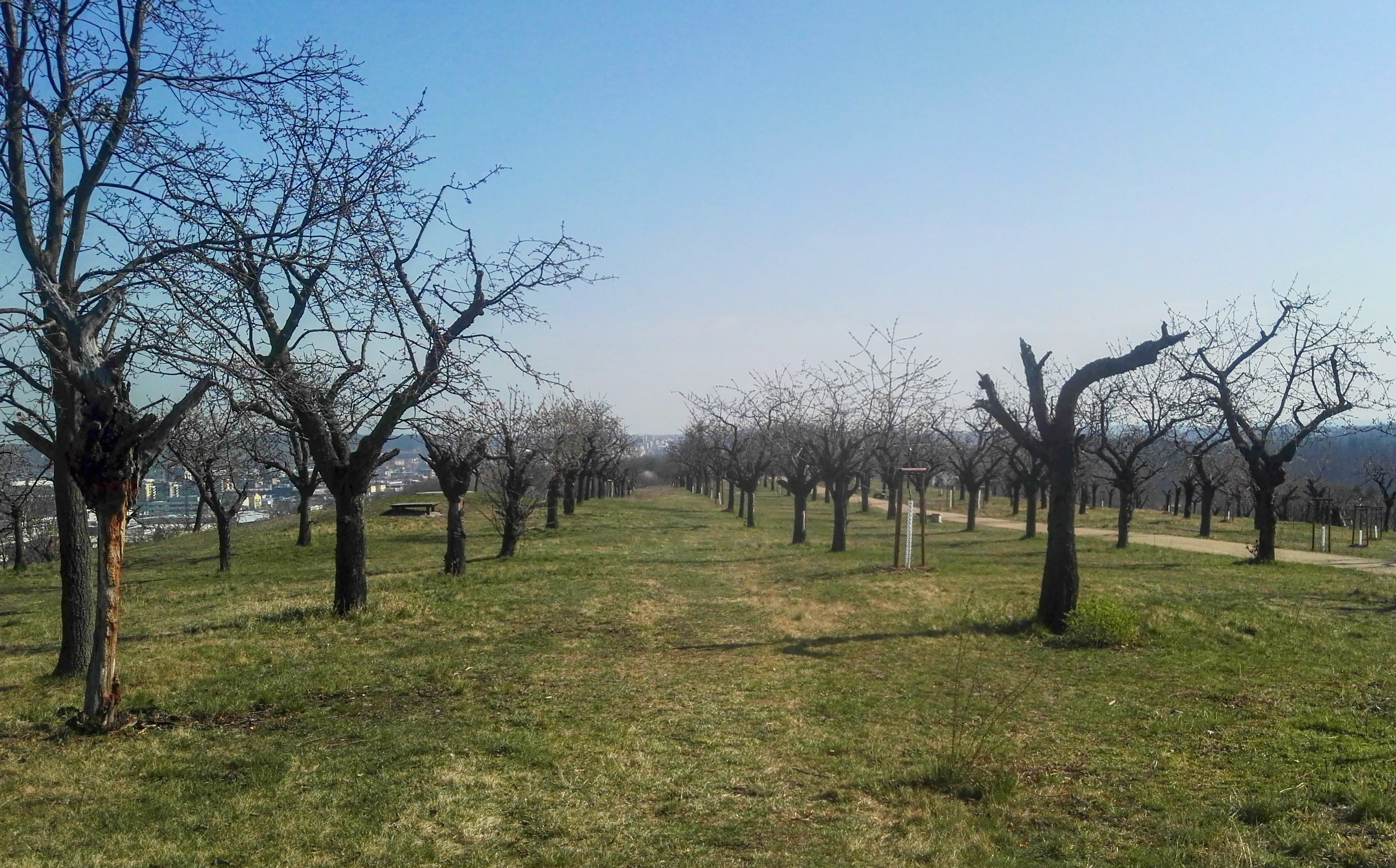
Pohled od západu
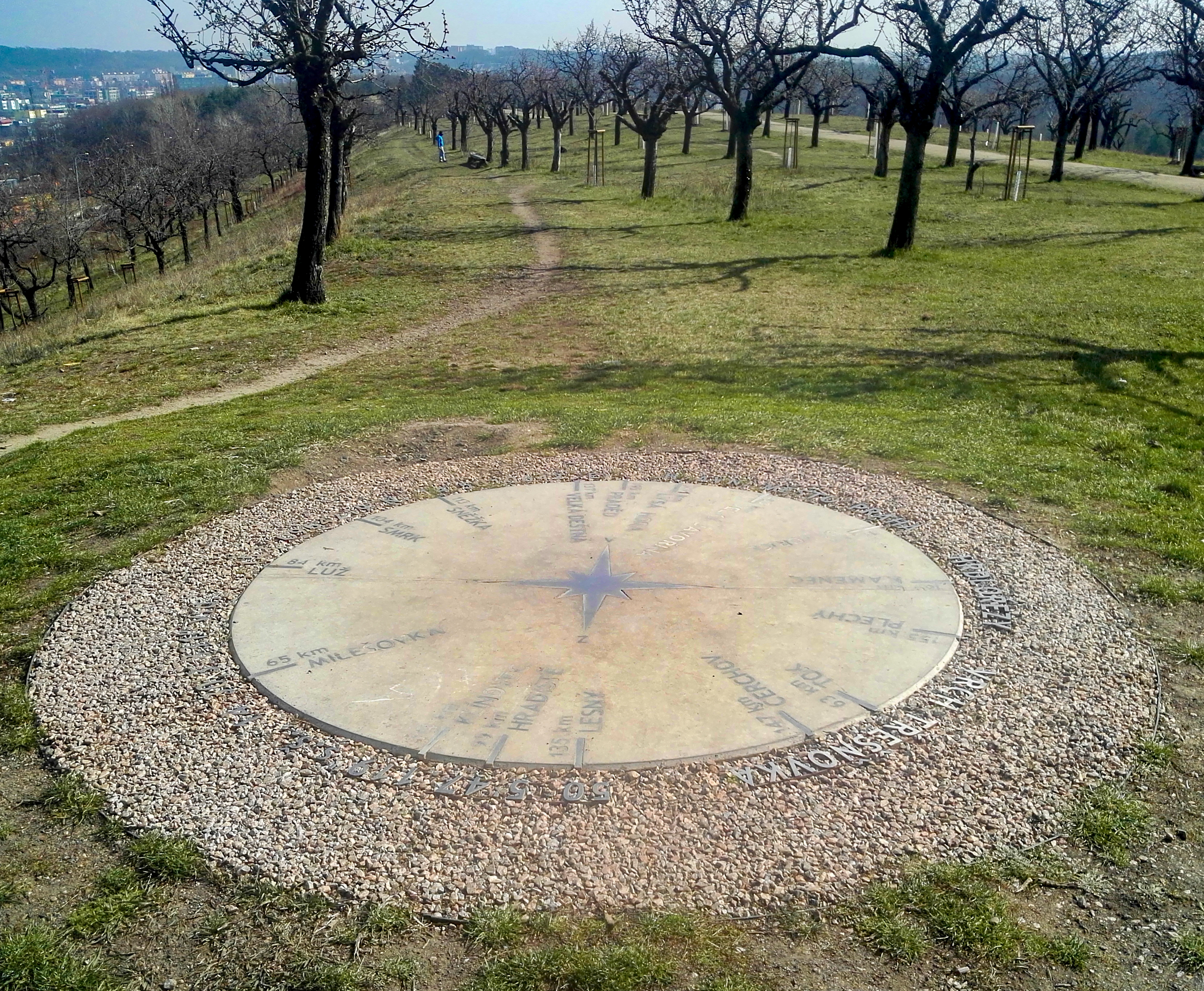
Směrová růžice
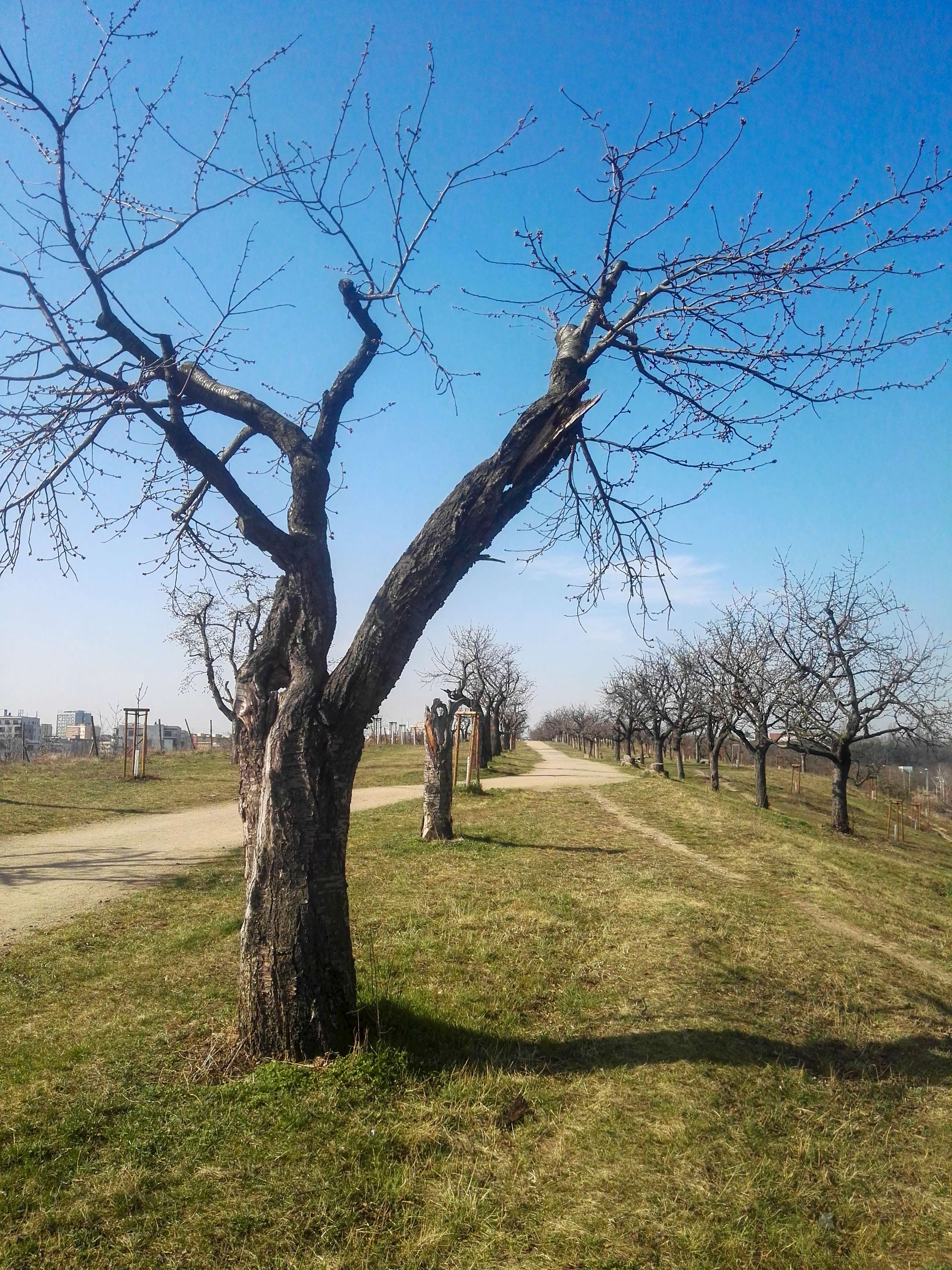
Hlavní cesta od východu
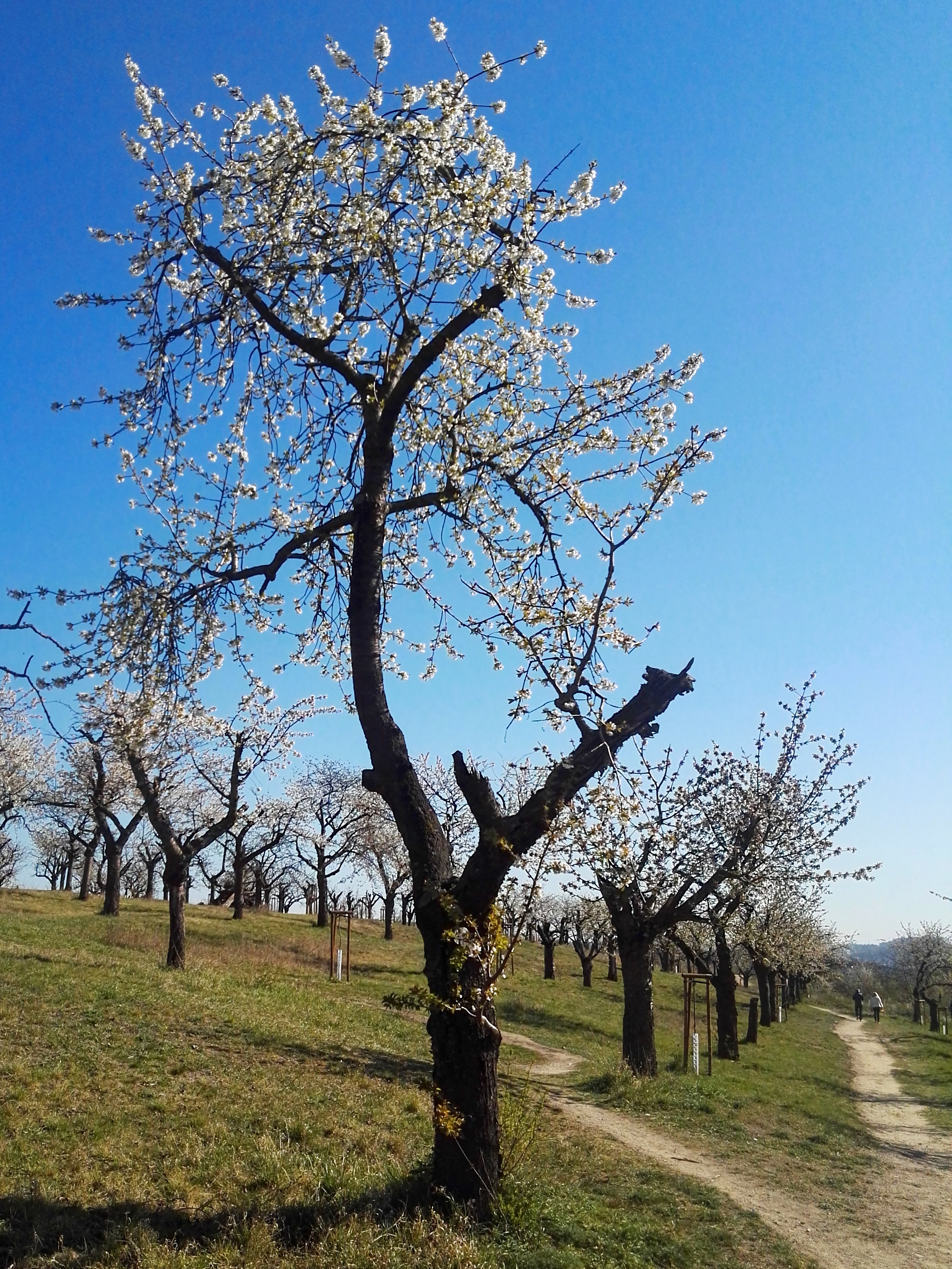
Rozkvetlé stromy na jižním svahu, duben 2020
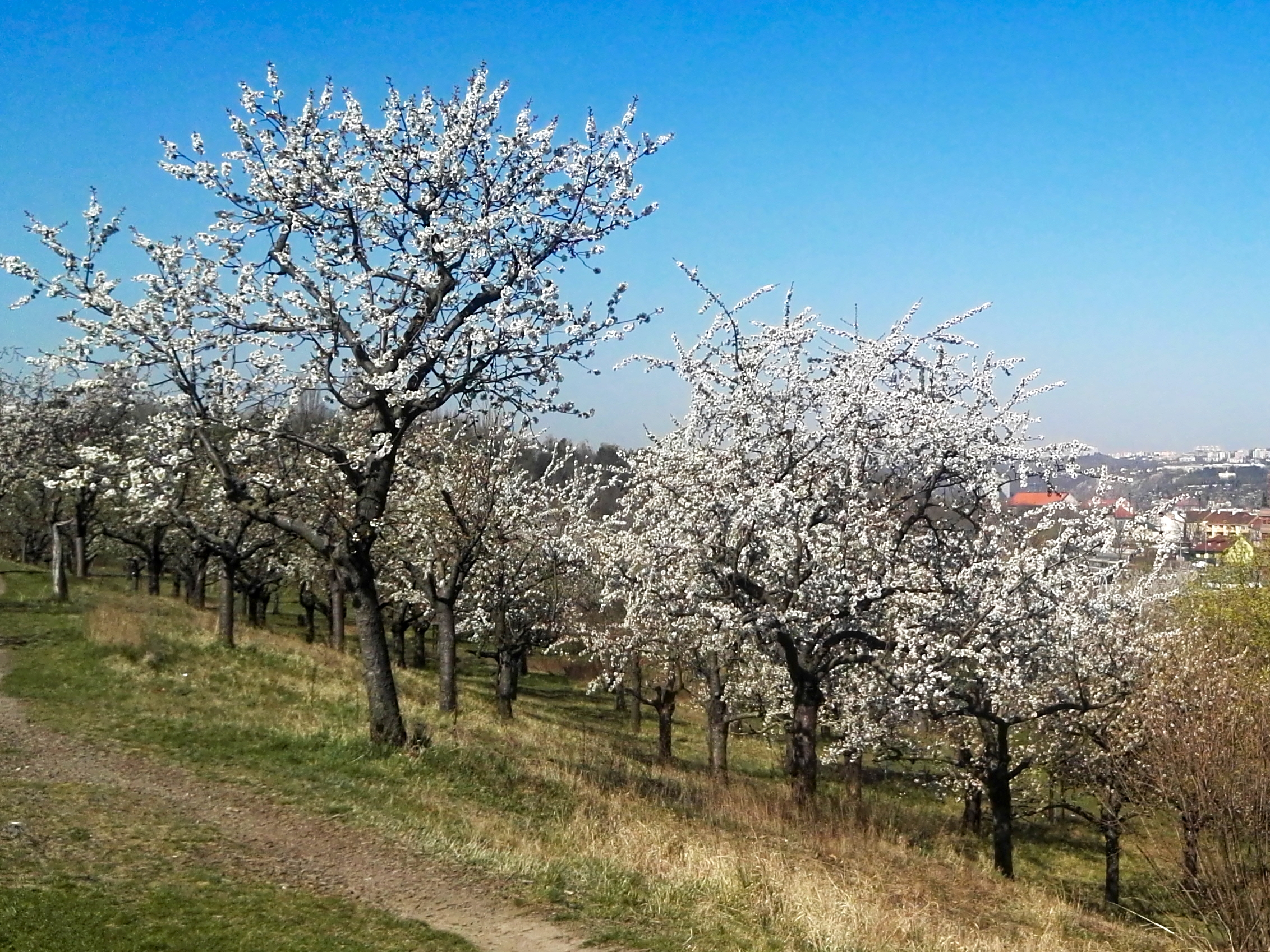
Rozkvetlé stromy na severním svahu, duben 2020